# Política ambiental do governo Jair Bolsonaro

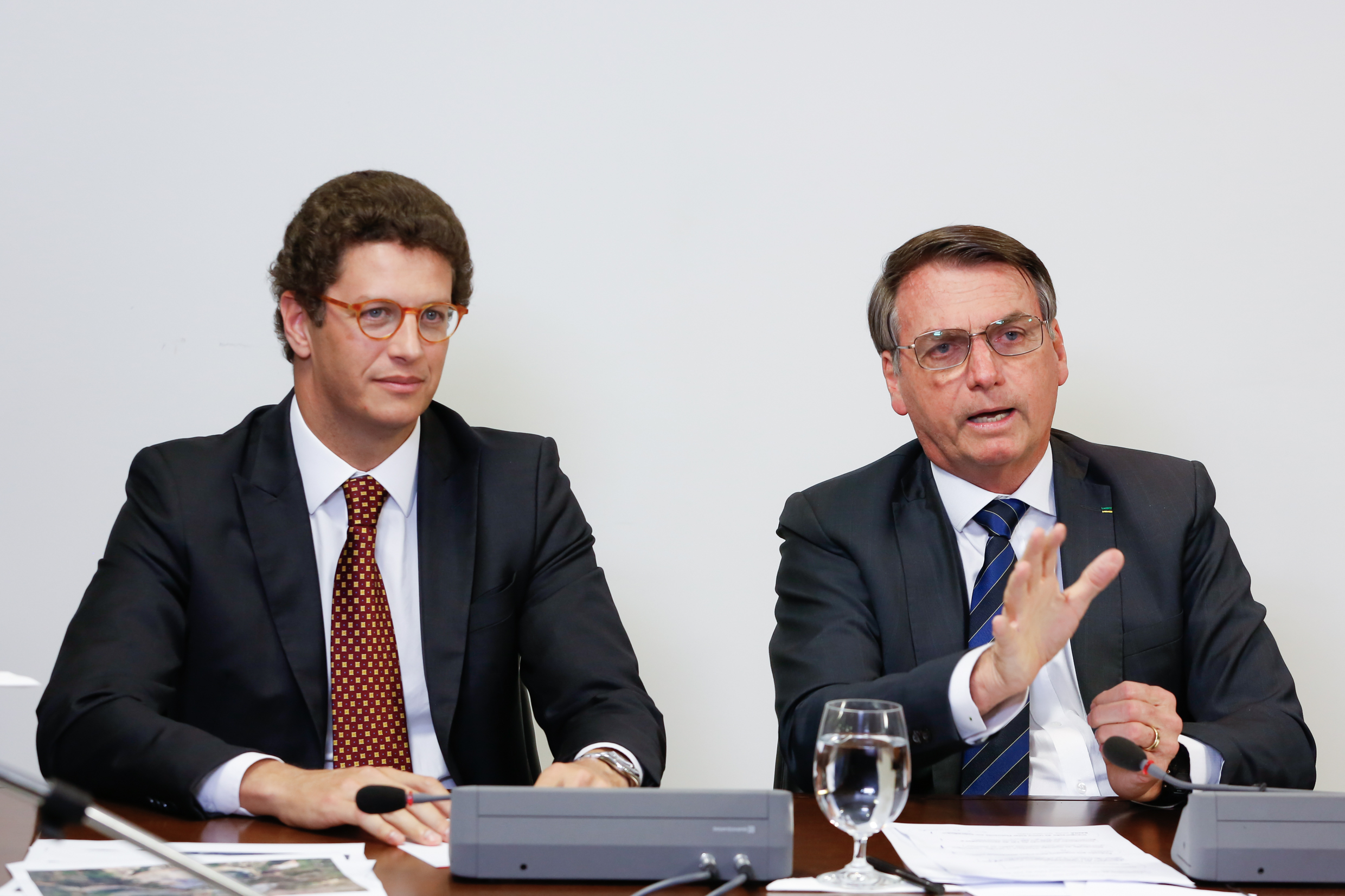
Presidente Jair Bolsonaro ao lado do Ministro do Meio Ambiente Ricardo Salles em 8 de agosto de 2019.

A política ambiental do governo Jair Bolsonaro é a política pública adotada pelo governo federal brasileiro sob a presidência de Jair Bolsonaro.

## Contexto
Em 2019, o primeiro ano de governo de Jair Bolsonaro, foi marcado por diversos desastres ambientais como o rompimento de barragem em Brumadinho, os incêndios florestais em larga escala na Amazônia e o derramamento de óleo na costa litorânea das regiões Nordeste e Sudeste.
Ao mesmo tempo, houve uma guinada no discurso e nas políticas do governo brasileiro em relação ao meio ambiente. Segundo a BBC, o Brasil deixou de ser considerado "uma das lideranças no combate ao aquecimento global para, aos poucos, ser visto como nação que ameaça os esforços globais de preservação do ecossistema.
O presidente chegou a cogitar a possibilidade de extinguir o Ministério do Meio Ambiente, ideia que ganhou força em novembro durante o governo de transição, mas recuou na decisão. No entanto, houve um enfraquecimento da pasta ambiental, que perdeu a Agência Nacional de Águas, com a transferência para o Ministério do Desenvolvimento Regional, e o Serviço Florestal Brasileiro, que foi transferido para o Ministério da Agricultura. Esta e outras ações do governo, como as extinções de secretarias e exonerações de especialistas, demonstraram um desmonte da política ambiental.
O governo Bolsonaro também fez reiteradas críticas ao Acordo de Paris e vários membros de seu governo refutam as mudanças climáticas, apesar do consenso científico. O chanceler Ernesto Araújo diz que se trata de um "dogma marxista", enquanto o ministro do Meio Ambiente, Ricardo Salles, afirma que o tema não é prioritário.
A gestão Bolsonaro cancelou um encontro regional da ONU sobre as mudanças climáticas que aconteceria em Salvador, além de não enviar representantes ao Peru para uma conferência sobre gestão florestal e agricultura organizada pelo Programa das Nações Unidas para o Desenvolvimento (Pnud). O evento Semana Climática América Latina e Caribe estava marcado para os dias 19 e 23 de agosto na capital baiana e seria realizado sob o marco da Convenção da ONU sobre Mudanças Climáticas (UNFCCC). Trata-se de um dos encontros preparatórios para a COP-25, a Conferência da ONU sobre Mudanças Climáticas, que também seria realizada no Brasil por iniciativa do governo Michel Temer, mas que Bolsonaro se recusou a sediar ainda como presidente eleito. O encontro internacional acabou transferido para o Chile e será em dezembro deste ano.

## Dados sobre o desmatamento na Amazônia e crise no Inpe

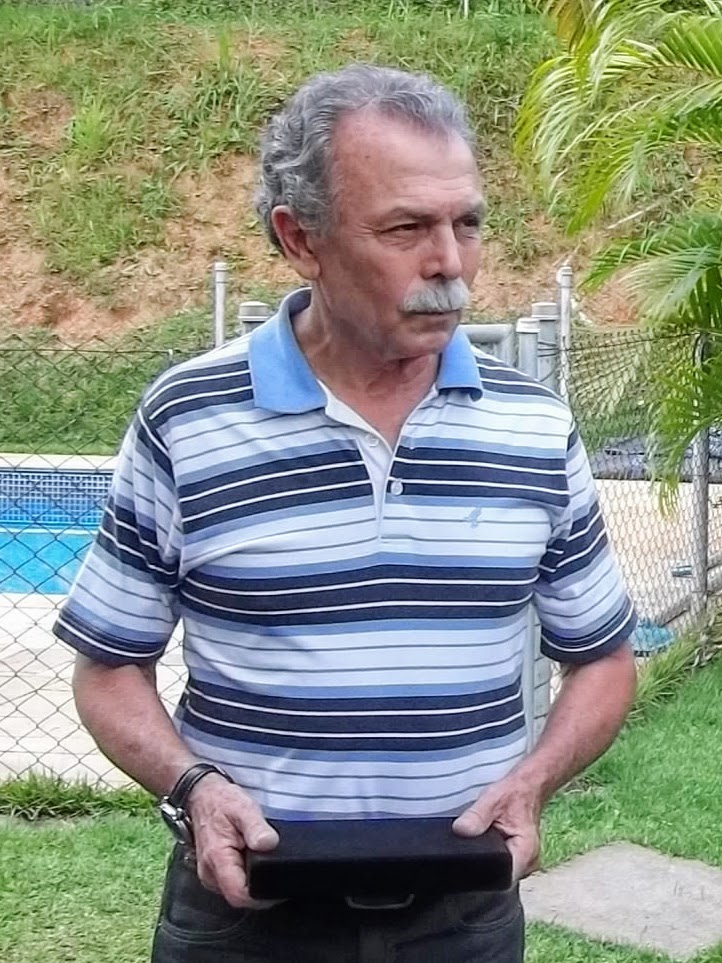
Ricardo Galvão, ex-diretor do Instituto Nacional de Pesquisas Espaciais, ele foi exonerado após divulgação de dados que mostravam o desmatamento na Amazônia.

No dia 3 de julho de 2019, o Instituto Nacional de Pesquisas Espaciais (Inpe) divulgou dados que mostraram que o índice de desmatamento na Floresta Amazônica aumentou 88% em relação ao mesmo mês em 2018, ou seja, o desmatamento na Amazônia atingiu 920 quilômetros quadrados de floresta em junho. Este foi o pior registro de desmatamento na floresta desde 2016.
No dia 19 de julho, Bolsonaro questionou os dados sobre o desmatamento e disse suspeitar que o diretor do órgão responsável pela coleta de tais informações estaria "a serviço de alguma ONG", ele ainda disse em reunião com correspondentes internacionais em Brasília que "se for somado o desmatamento que falam dos últimos 10 anos, a Amazônia já se extinguiu". No dia seguinte, o então diretor do Inpe, Ricardo Galvão, refutou as afirmações sobre os dados do instituto e disse: "o presidente já disse que os dados do Inpe não estavam corretos segundo a avaliação dele, como se ele tivesse qualidade ou qualificação de fazer análise de dados ambientais!", sobre a declaração de que estaria possivelmente a serviço de alguma ONG ele respondeu-o e afirmou que tem 48 anos de serviço público e que nunca teve nenhum relacionamento com nenhuma ONG e nunca recebeu nada mais do que além do seu salário como servidor público brasileiro.
No dia 22 de julho, Bolsonaro criticou novamente o instituto e seu então diretor, Ricardo Galvão, ele disse que não pode ser "pego de calças curtas" pelos dados divulgados, e seguiu dizendo, dessa vez em relação ao diretor do órgão: "você pode divulgar os dados, mas tem que passar pelas autoridades. Até para não ser surpreendido, por mim, para não ser surpreendido". Ele também falou sobre o impacto desses dados no mundo e disse que a divulgação direta deles (sem passar por outras autoridades antes) "dificulta" negociações comerciais conduzidas pelo governo brasileiro com outros países, ao falar sobre isso citou o tratado de livre-comércio entre Mercosul e UE. Mais tarde, o Porta-voz da Presidência disse que o Planalto não tem intenção de esconder os dados do Inpe.
Em 2 de agosto, após reunião com o Ministro da Ciência e Tecnologia, o astronauta brasileiro Marcos Pontes, o Diretor do Inpe anunciou que seria exonerado do cargo porque, de acordo com ele mesmo, houve "quebra de confiança" já que suas falas em relação ao presidente geraram "constrangimento" e, que após uma reunião que ele considerou "cordial" com o ministro Marcos Pontes, ele assentiu e disse que concorda com sua exoneração. Em seu lugar, assumiu interinamente o coronel da Força Aérea Brasileira, Darcton Damião, ele tem doutorado em desenvolvimento sustentável pela Universidade de Brasília.
No dia 21 de julho, o Conselho da Sociedade Brasileira para o Progresso da Ciência (SBPC) publicou um manifesto em apoio ao Inpe que dizia que "Em ciência, os dados podem ser questionados, porém sempre com argumentos científicos sólidos, e não por motivações de caráter ideológico, político ou de qualquer outra natureza", o manifesto ainda chamava as críticas do presidente de "sem fundamento" e "ofensivas e inaceitáveis ao conhecimento científico".
Após a exoneração de Ricardo Galvão, o Presidente da Academia Brasileira de Letras e Secretário-Geral da Academia Mundial de Ciências, Luiz Davidovich, afirmou que Ricardo Galvão é "um cientista reconhecido internacionalmente por sua competência, sua seriedade e sua idoneidade", ele também disse que como Diretor do Inpe ele demonstrou uma "competência administrativa muito grande". Sobre a controversa com Bolsonaro, Davidovich afirmou que "é obrigação dos institutos de ciência e tecnologia transmitirem à sociedade a ciência que produzem", continuou, falando que “informar os dados que têm de modo transparente aumenta a confiabilidade de seus dados” e terminou dizendo que “ter liberdade de expressão e de comunicação é importante para a ciência”.

## Interrupção do Fundo Amazônia
Em agosto de 2019, Noruega e Alemanha decidiram suspender os investimentos para o Fundo Amazônia, que financiava mais de uma centena de projetos de proteção da Amazônia, devido ao aumento do desmatamento e à extinção dos órgãos que faziam a gestão dos recursos.

## Racismo ambiental
Os rumos da política ambiental do governo Bolsonaro, que associa ameaças aos esforços globais de preservação do meio ambiente  à necropolítica, acirrou as violações dos direitos humanos no espectro do racismo e da injustiça ambiental no Brasil. Dentro do que se entende como necropolítica, uma das características do bolsonarismo, destacam-se as ações contra os povos indígenas e quilombolas, de incentivo aos desmatamentos e de liberação de agrotóxicos. O racismo ambiental é uma forma específica de injustiça ambiental, em que a causa subjacente é a discriminação étnico-racial.